# Manaan
Manaan is een fictieve planeet uit het Star Wars universum. De oppervlakte van Manaan bestaat volledig uit zeeën en is de thuisplaneet van de Selkath. Ook is dit de enige plek in het universum waar de helende vloeistof Kolto wordt gevonden.
Tijdens de Jedi Civil War was de enige bovenwaterse plek de drijvende stad Ahto City. De Sith en de Galactische Republiek probeerde allebei geheime deals te sluiten met de Selkath om zo meer Kolto te ontvangen dan de ander. De Sith werd echter later verbannen door de Selkath, omdat ze hadden geprobeerd de regering omver te werpen.
Toen Kolto werd vervangen door Bacta verliet de Republiek Manaan. De Selkath verlieten Ahto City en gingen in de oude steden onderwater leven. De Selkath hadden geen contact meer met de Republiek totdat het Galactisch Keizerrijk hun tot slaven maakte. In  5 ABY is Manaan bevrijd door de Nieuwe Republiek tijdens haar campagne in de Inner Rim.
Manaan wordt niet genoemd in de films, maar komt wel voor in de spellen Star Wars: Knights of the Old Republic, Star Wars: Empire at War en de uitbreiding.